# Élections législatives andorranes de 2019
Les élections législatives andorranes de 2019 ont eu lieu le 7 avril 2019 afin de renouveler les 28 députés du Conseil général de l'Andorre.
Le scrutin donne lieu à un parlement sans majorité, le parti Démocrates pour Andorre perdant sa majorité absolue des sièges malgré son maintien en tête des suffrages avec un léger recul. Le scrutin est par ailleurs marqué par un nombre record de partis en lice ainsi que de ceux ayant obtenu un siège, dans le contexte plus large d'une crise économique du pays face à la remise en question de son statut de paradis fiscal et douanier.
Les Démocrates pour Andorre parviennent à conserver le pouvoir en formant un gouvernement de coalition avec les Libéraux d'Andorre et Troisième voie. Xavier Espot Zamora remplace Antoni Martí au poste de Chef du gouvernement d'Andorre.

## Mode de scrutin
L'Andorre est doté d'un parlement unicaméral, le Conseil général, composé de 28 sièges pourvus tous les quatre ans au suffrage universel direct, dont la moitié au scrutin majoritaire plurinominal dans sept circonscriptions électorales de deux sièges chacune correspondant aux paroisses du pays. Les quatorze sièges restants sont pourvus au scrutin proportionnel plurinominal à liste fermée dans une unique circonscription nationale, la répartition se faisant après décompte des voix selon la méthode dite du plus fort reste. Les électeurs ont ainsi à remplir deux bulletins de vote séparés, dans le cadre d'un scrutin parallèle. Les candidats figurant sur une liste paroissiale ne peuvent figurer sur celle nationale.

## Forces en présence
Le gouvernement sortant est mené par Antoni Martí, dont le parti Démocrates pour Andorre a remporté la majorité absolue au Conseil général lors des élections précédentes en 2015 avec 15 sièges sur 28. La constitution limitant à deux le nombre de mandats complets effectués par un premier ministre, le conseil nouvellement élu devra choisir un nouveau premier ministre pour succéder à Antoni Martí.

### Listes nationales
| Parti | Parti                                                      | Positionnement                                     | Tête de liste             | Résultats en 2015          |
| ----- | ---------------------------------------------------------- | -------------------------------------------------- | ------------------------- | -------------------------- |
|       | Démocrates pour Andorre Demòcrates per Andorra             | Centre droit Libéralisme, libéral-conservatisme    | Xavier Espot Zamora       | 37,03 % des voix 15 sièges |
|       | Libéraux d'Andorre Liberals d'Andorra                      | Centre droit Libéralisme                           | Jordi Gallardo Fernàndez  | 27,68 % des voix 8 sièges  |
|       | Social-démocratie et progrès Socialdemocràcia i Progrés    | Centre gauche Social-démocratie Social-libéralisme | Josep Roig Carcel         | 11,74 % des voix 2 sièges  |
|       | Parti social-démocrate Partit Socialdemòcrata              | Centre gauche Social-démocratie                    | Pere López Agràs          | 23,53 % des voix 3 sièges  |
|       | Citoyens engagés Ciutadans Compromesos                     | Centre Social-libéralisme, écologisme, localisme   | David Baró Riba           | Nouveau                    |
|       | Unis pour le progrès d'Andorre Units pel Progrés d'Andorra | Centre gauche Social-démocratie, souverainisme     | Alfons Clavera Arizti     | Nouveau                    |
|       | Troisième voie Tercara via                                 | Droite Conservatisme, souverainisme                | Josep Pintat Forne        | Scission du L'A            |
|       | Andorre souveraine Andorra Sobirana                        | Centre Souverainisme, euroscepticisme              | Juan Eusebio Nomen Calvet | Nouveau                    |

## Campagne
Les élections voient un total de huit listes s'affronter pour les 28 sièges de députés, un record dans le pays.
La campagne est marquée par les thèmes de la reconversion de l'économie, de la perte de souveraineté et de l'avortement,.

### Économie et souveraineté
Considéré comme un paradis fiscal, le pays avait subi de fortes pressions en 2015 à la suite d'un important scandale de blanchiment d'argent par la Banca Privada d'Andorra  (BPA) au profit de mafias russe et chinoise ainsi que de la compagnie pétrolière nationale du Venezuela, pour un total de plusieurs milliards de dollars.
L'Andorre est ainsi forcée de s'entendre avec l'Union européenne (UE) pour lever son secret bancaire en janvier 2018 et mettre en place un début d’impôt sur les sociétés et les particuliers. Le secteur bancaire représente alors 20 % de l'économie andorrane.
Le pays négocie également un accord d'association avec l'UE qui le contraindrait à un alignement fiscal avec ses voisins, en particulier sur la filière du tabac, qui représente alors 25 % des revenus nationaux, les citoyens des pays voisins se fournissant en grande quantité en cigarettes vendues à bas prix.
Les effets sur l'économie de l'Andorre, couplée à une réforme de la fonction publique et à la hausse des prix immobiliers provoquent une grogne sociale et d'importantes manifestations. Les oppositions libérale et socialiste s'emparent ainsi du thème de la reconversion économique dans leurs campagnes. Surfant également sur le sentiment de perte de souveraineté au profit de l'Union européenne, ils proposent de renégocier les accords, ainsi que d'assouplir les conditions d'obtention de la nationalité andorrane. Le sentiment eurosceptique mène également à l'entrée en lice de formations souverainistes,,.

### Avortement
La législation de l'Andorre n'autorise pas l'interruption volontaire de grossesse, même en cas de danger pour la santé de la mère ou de grossesse faisant suite à un viol. En pratique, les femmes sont obligées de se déplacer dans les pays voisins pour procéder à un avortement,.
Les Libéraux et les socialistes mènent campagne pour la légalisation de l'IVG, ce qui provoque une vive polémique dans le pays, notamment au sommet de l'État. L'évêque d'Urgell, co-prince d'Andorre avec le président de la République française, menace ainsi de se retirer de ses fonctions. Le gouvernement démocrate sortant s'oppose au projet, soulignant le risque d'effondrement de l'équilibre institutionnel dans le pays, et propose de le remplacer par une prise en charge financière des avortements effectués à l'étranger. Les Libéraux annoncent par la suite leur intention de soumettre la question à référendum. Les partis Troisième voie, Unis pour le progrès d'Andorre et Andorre Souveraine s'opposent quant à eux à la légalisation.

## Résultats
|                          |                                |                          |                 |                 |                 |                 |           |           |           |               |       |               |  |  |
| Partis                   | Partis                         | Partis                   | Proportionnelle | Proportionnelle | Proportionnelle | Proportionnelle | Paroisses | Paroisses | Paroisses | Paroisses     | Total | +/-           |  |  |
| Partis                   | Partis                         | Partis                   | Voix            | %               | +/-             | Sièges          | Voix      | %         | Sièges    | +/-           | Total | +/-           |  |  |
|                          | Démocrates pour Andorre        | DA                       | 6 248           | 35,13           | 1,90            | 5               | 5 931     | 34,86     | 6         | 4             | 11    | 4             |  |  |
|                          | Parti social-démocrate         | PS                       | 5 445           | 30,62           | 7,09            | 5               | 6 473     | 38,05     | 2         | 2             | 7     | 4             |  |  |
|                          | Libéraux d'Andorre             | L'A                      | 2 219           | 12,48           | 15,20           | 2               | 6 473     | 38,05     | 2         | 2             | 4     | 4             |  |  |
|                          | Troisième voie                 | TV                       | 1 853           | 10,42           | 10,42           | 2               | 2 122     | 12,47     | 2         | 2             | 4     | 4             |  |  |
|                          | Citoyens engagés               | CC                       |                 |                 |                 |                 | 1 136     | 6,69      | 2         | 2             | 2     | 2             |  |  |
|                          | Social-démocratie et progrès   | SDP                      | 1 044           | 5,87            | 5,87            | 0               | 1 280     | 7,54      | 0         | en stagnation | 0     | 2             |  |  |
|                          | Andorre souveraine             | AS                       | 825             | 4,64            | 4,64            | 0               | 71        | 0,42      | 0         | en stagnation | 0     | en stagnation |  |  |
|                          | Unis pour le progrès d'Andorre | UPA                      | 149             | 0,84            | 0,84            | 0               |           |           |           |               | 0     | en stagnation |  |  |
|                          |                                |                          |                 |                 |                 |                 |           |           |           |               |       |               |  |  |
| Suffrages exprimés       | Suffrages exprimés             | Suffrages exprimés       | 17 783          | 95,41           |                 |                 | 17 013    | 91,35     |           |               |       |               |  |  |
| Votes blancs             | Votes blancs                   | Votes blancs             | 531             | 2,85            | 1 168           | 6,28            |           |           |           |               |       |               |  |  |
| Votes nuls               | Votes nuls                     | Votes nuls               | 324             | 1,74            | 443             | 2,37            |           |           |           |               |       |               |  |  |
| Total                    | Total                          | Total                    | 18 624          | 100             | -               | 14              | 18 638    | 100       | 14        | en stagnation | 28    | en stagnation |  |  |
| Abstentions              | Abstentions                    | Abstentions              | 8 640           | 31,67           |                 |                 | 8 654     | 31,73     |           |               |       |               |  |  |
| Inscrits / participation | Inscrits / participation       | Inscrits / participation | 27 278          | 68,33           | 27 278          | 68,27           |           |           |           |               |       |               |  |  |

## Conséquences
Les Démocrates pour Andorre perdent leur majorité absolue à l'assemblée, mais parviennent à conserver le pouvoir en formant un gouvernement de coalition avec les Libéraux d'Andorre  et Troisième voie. Xavier Espot Zamora remplace Antoni Martí au poste de Chef du gouvernement d'Andorre. Le gouvernement est notamment remarqué à l'international pour la légalisation du mariage homosexuel en août 2022,,.